# Asymbolus parvus
Asymbolus parvus  (лат.) — один из видов рода австралийских пятнистых кошачьих акул (Asymbolus), семейство кошачьих акул (Scyliorhinidae).

## Ареал
Это эндемичный вид, обитающий у северо-западного побережья Австралии между архипелагами Дампир и Бакканир на глубине от 59 до 252 м.

## Описание
Это очень маленькая акула, окрас бледно-коричневый с многочисленными белыми пятнами; также имеются тёмно-коричневые и чёрные отметины. Хвостовой стебель относительно тонкий, анальный плавник небольшого размера, длинное рыло. Зубы очень маленькие, края зазубрены, каждый зуб имеет 5—7 острых концов.

## Биология
Достигает длины 34,9 см. У самцов половая зрелость наступает при достижении длины 28 см. Размножается, откладывая яйца.

## Взаимодействие с человеком
Хотя в местах обитания Asymbolus parvus ведётся интенсивная рыбная ловля, считается, что эти акулы слишком малы, чтобы представлять какой-либо интерес, и, если они попадаются в качестве прилова в сети, их, как правило, отпускают. Международный союз охраны природы присвоил этому виду статус «Вызывающий наименьшие опасения».